# MMBW Channel
Der MMBW Channel ist ein Kanal im australischen Bundesstaat Victoria.
Er verbindet das Baw-Baw-Gebirge im Zentrum des Bundesstaates mit dem Oberlauf des Yarra River und stellt somit eine Verbindung zwischen den Flusssystemen des Latrobe River und des Yarra River her.
Gebaut wurde der MMBW Channel vom Melbourne and Metropolitan Board of Works, der Vorgängerorganisation von Melbourne Water, um dem Yarra River zusätzliches Wasser für die Trinkwasserversorgung von Melbourne zuzuführen.